# Krasnohoriwka
Krasnohoriwka (ukrainisch Красногорівка; russisch Красногоровка/Krasnogorowka) ist eine Kleinstadt in der Oblast Donezk im Osten der Ukraine mit etwa 29 Einwohnern.

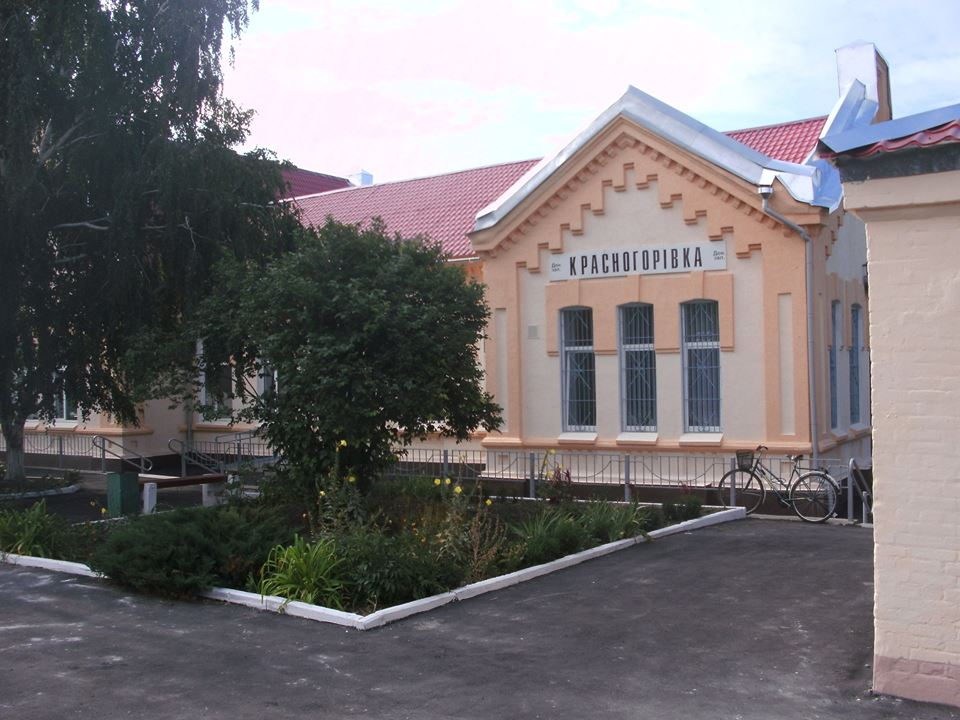
Bahnhofsgebäude im Ort

Krasnohoriwka liegt im südlichen Donezbecken etwa 7 Kilometer nördlich vom ehemaligen Rajonszentrum Marjinka und 23 Kilometer westlich vom Oblastzentrum Donezk am Fluss Losowa.

## Geschichte
Die Stadt entstand in den 1870er Jahren, 1895 wird im Ort eine Fabrik zur Herstellung feuerfester Materialien gegründet, diese Industrie bestimmt bis heute die Geschicke der Stadt, den Stadtstatus erhielt Krasnohoriwka 1938 zuerkannt.
Im Russisch-Ukrainischen Krieg ist die Stadt zwischen Regierungssoldaten und Rebellen der proklamierten Volksrepublik Donezk schwer umkämpft. 2014 war die Stadt kurzzeitig durch die Separatisten besetzt, konnte aber durch ukrainische Truppen rückerobert werden; im Winter und Sommer 2015 kam es zu weiteren Attacken auf die Stadt.
Am 12. Juni 2020 wurde die Stadt ein Teil der neugegründeten Stadtgemeinde Marjinka, bis dahin bildete sie die gleichnamige Stadtratsgemeinde Krasnohoriwka (Красногорівська міська рада/Krasnohoriwska miska rada) im Nordosten des Rajons Marjinka.
Seit dem 17. Juli 2020 ist sie ein Teil des Rajons Pokrowsk.

### Russische Invasion
Seit dem 8. April 2024 marschieren Russische Truppen (Oplot Brigade) in die Stadt ein.

## Persönlichkeiten
- Nikolai Durakow (1934–2024), russischer Bandyspieler
- Mykola Schmatko (1943–2020), ukrainischer Bildhauer und Maler